# Изящна риба нож
Steatogenys elegans е вид лъчеперка от семейство Hypopomidae. Видът не е застрашен от изчезване.

## Разпространение и местообитание
Разпространен е в Боливия, Бразилия, Венецуела, Гвиана, Еквадор, Колумбия и Перу.
Обитава наводнени райони и езера.

## Описание
На дължина достигат до 29,4 cm.
Популацията на вида е стабилна.